# Doppelwohnhaus Zeunerstraße 82/84

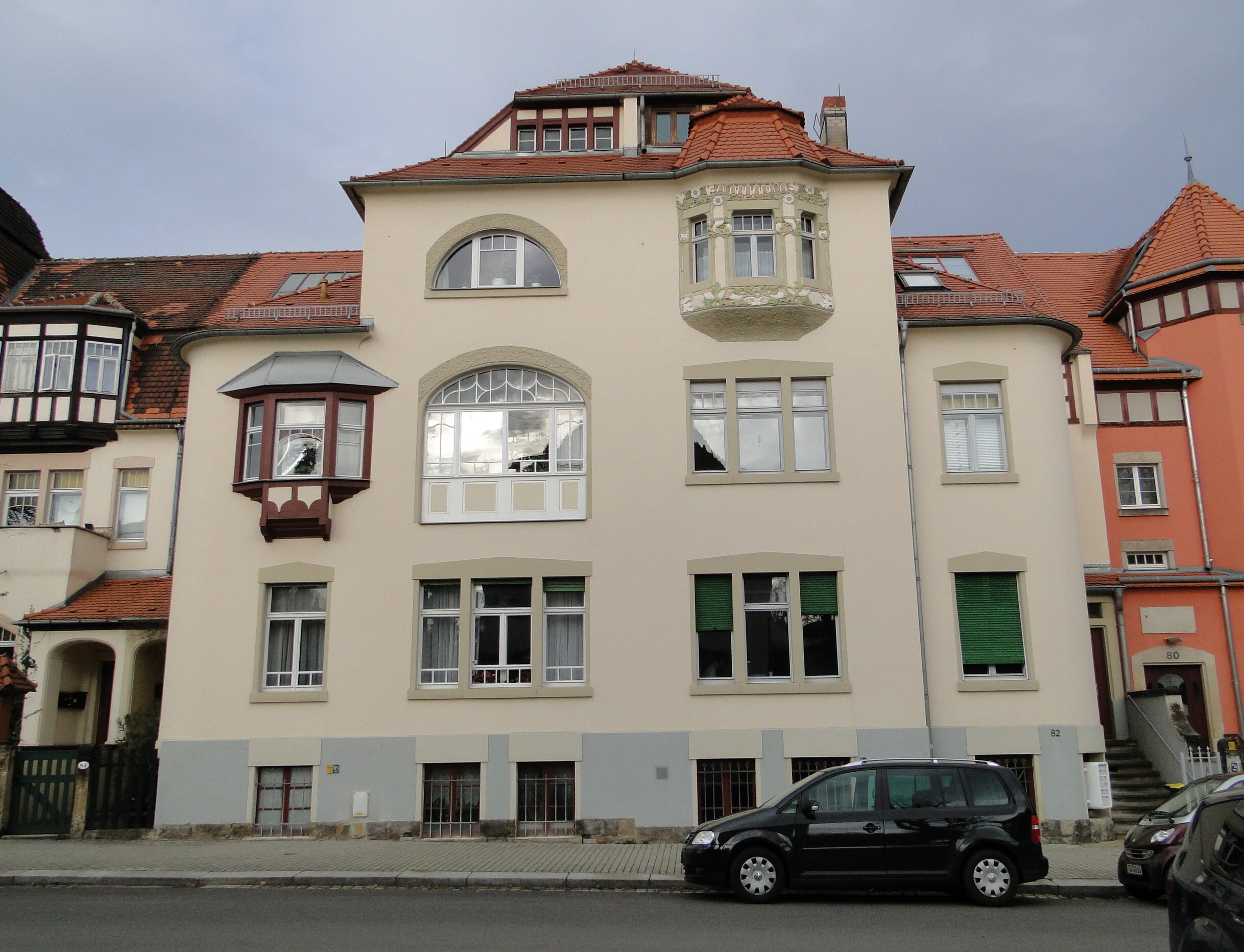
Doppelwohnhaus Zeunerstraße 82/84 in Dresden

Das Doppelwohnhaus Zeunerstraße 82/84 ist ein denkmalgeschützter Jugendstil-Bau in Dresden.

## Beschreibung
Das 1905 errichtete Gebäude ist als Teil einer zwei- bis dreigeschossigen geschlossenen Villenbebauung errichtet worden, die sich an der Berg-, Zeuner-, Mommsen- und Weißbachstraße befindet. Im „Bemühen um [eine] größtmögliche Differenzierung“ innerhalb der geschlossenen Bebauung wurde die Fassade des Doppelhauses Zeunerstraße 82/84 mit Jugendstilformen stilisiert, während die Häuser links und rechts des Jugendstilbaus andere Formen und stilistische Vorbilder aufweisen und vom Stil der englischen Landhausarchitektur beeinflusst worden sind.